# Jonas Fredric Schiörlin
Jonas Fredric Schiörlin, född 11 december 1785 i Linköpings församling, Östergötlands län, död 30 maj 1821 i Häradshammars socken, Östergötlands län, var en svensk orgelbyggare. Han var son till orgelbyggaren Pehr Schiörlin.

## Biografi
Jonas Fredric Schiörlin föddes 1785 i Linköping. Han var son till orgelbyggaren Pehr Schiörlin och Cathrina Roth. Schiörlin examinerades och privilegierades 1819. Han var bosatt på Tannefors kvarter nummer 42. Hans far avled 1815 och Schiörlin tog samma år över verkstaden och fullbordade faderns påbörjade arbeten. Han begick självmord med gift under arbetet med orgeln i Häradshammars kyrka och avled 1821 i Häradshammar.

### Familj
Schiörlin gifte sig 29 oktober 1815 i Linköping med Anna Säberg, född 29 juni 1793 i Vists socken, som dotter till Jonas Månsson och Ingrid Johansdotter. De fick tillsammans sönerna Franz Johan, född 2 september 1816 i Örebro, och Bror Georg, född 1819 i Linköping, död 1897 i Västra Stenby socken, som var fanjunkare, ogift och utan kända barn.  Efter Schiörlins död gifte hon om sig 25 juli 1825 i Linköping med snickargesällen Nils Hallström. De fick två barn tillsammans som dog i ung ålder, Josefine Christina (1825–1827) och Carl Alfred (1827–1829).

## Gesäller
- 1815 - Peter Wistedt, född 1 mars 1792 i Linköping. Han var snickargesäll hos Schiörlin.
- 1815–1816 - Anders Widergren, född 3 december 1778 i Vittaryds socken. Han var snickargesäll hos Schiörlin.[9]
- 1815–1821 - Nils Hallström (1790–1833). Hallström var son till sockenmannen Jöns Nilsson och Christina Johansdotter i Hallingebergs socken.[21][22] Han var orgelbyggargesäll och snickargesäll hos Schiörlin.[9][10][11][12][13]
- 1815–1821 - Carl Rylander (1768–1824). Han var orgelbyggargesäll hos Schiörlin.[9][10][11][12][13]
- 1815–1818 - Johan August Josefsson (1800–1840). Han var lärling mellan 1815 och 1818 hos Schiörlin.[10][11]
- 1817–1819 - Per Zander (född 1781). Han var gesäll hos Schiörlin.[10][11][12]
- 1820–1821 - Peter Petersson (1793–1833). Han var son till bonden Peter Isaksson och Anna Lisa Olofsdotter i Bankekind.[23][24] Petersson var snickargesäll hos Schiörlin.[13]
- 1820–1821 - Olof Skärqvist, född 1782 i Norrköping. Han var snickargesäll hos Schiörlin.
- 1821 - Lenander. Han var gesäll hos Schiörlin.

## Lista över orglar
Orglar byggda och reparerade av Jonas Fredric Schiörlin.
| År   | Kyrka                       | Stift      | Bild | Manualer | Pedal              | Stämmor        | Principalgrund    | Bevarad orgel/fasad | Övrigt |
| ---- | --------------------------- | ---------- | ---- | -------- | ------------------ | -------------- | ----------------- | ------------------- | --- |
| 1815 | Rappestads kyrka            | Linköpings |      | 2        | Självständig pedal | 91⁄2+71⁄2+7=24 | 8'+16'D/4'+8'D/8' | Ja/Ja               | Påbörjad av Pehr Schiörlin. 1984 renoverades orgeln och återställdes till ursprungligt skick av Marcussen & Sön Aabenraa, Danmark. Orgeln har under året lopp förändrats flera gånger. |
| 1818 | Sankt Nikolai kyrka, Örebro | Strängnäs  |      | 2        | Självständig pedal | 14+11+10=35    | 16'/4'/8'         | Nej/Nej             | Påbörjad av Pehr Schiörlin. En ny orgel byggdes 1845 av Pehr Zacharias Strand, Johan Blomqvist och Anders Vilhelm Lindgren, Stockholm.                                                 |
| 1820 | Västra Stenby kyrka         | Linköpings |      | 1        | Bihangspedal       | 10 1⁄2         | 4'+8'D            | Nej/Nej             | En ny orgel byggdes 1892 av E A Setterquist & Son, Örebro. |
| 1821 | Värna kyrka                 | Linköpings |      | 1        | Bihangspedal       | 10             | 4'                | Nej/Nej             | Orgeln färdigställdes av gesällen Carl Rylander. En orgel flyttades hit efter 1850 från Eksjö läroverk, byggd av Sven Nordström.                                                       |
| 1821 | Häradshammars kyrka         | Linköpings |      | 1        | Bihangspedal       | 5              | 4'+8'D            | Ja/Ja               | Orgeln färdigställdes av gesällen Carl Rylander. 1862 omändrades orgeln av Erik Nordström, Flisby. 1954 renoverades orgeln av Bröderna Moberg, Sandviken.                              |

### Reparationer
| År   | Kyrka         | Stift      | Bild | Manualer | Pedal | Stämmor | Principalgrund | Bevarad orgel/fasad | Övrigt                                            |
| ---- | ------------- | ---------- | ---- | -------- | ----- | ------- | -------------- | ------------------- | ------------------------------------------------- |
| 1820 | Tjällmo kyrka | Linköpings |      |          |       |         |                | Nej/Nej             | Orgeln reparerades tillsammans med Carl Rylander. |

### Tillverkning enligt Kommerskollegium
Statistik över Schiörlins tillverkning enligt Kommerskollegium kammarkontoret.
| År   | Produktion | Summa  |
| ---- | --- | ------ |
| 1816 | Har under året varit sysselsatta med att förfärdiga ett orgelverk till Örebro stadsförsamlings kyrka. Orgeln är inte fullbordad. | -      |
| 1817 | Har under året varit sysselsatta med att förfärdiga ett orgelverk till Örebro stadsförsamlings kyrka. Orgeln är inte fullbordad. | -      |
| 1818 | Fullbordat orgelverket till Örebro stadsförsamlings kyrka.                                                                       | 3950   |
| 1819 | Renoverat orgelverk | 105    |
| 1820 | Renoverat orgelverk | 766,32 |
| 1821 | - | -      |